# Mexia
La ville de Mexia (en anglais [məˈheɪ.ə] ou [məˈhɛər]) est située dans le comté de Limestone, dans l’État du Texas, aux États-Unis. Elle comptait 7 459 habitants lors du recensement des États-Unis de 2010, estimée, en 2016, à 7 445 habitants. La ville est baptisée en référence au général mexicain José Antonio Mexía (en).

## Démographie
Lors du recensement de 2010, la ville comptait une population de 7 459 habitants. Elle est estimée, en 2016, à 7 445 habitants.

## Personnalités liées à la ville
L'astrophysicien allemand Reimar Lüst, directeur de l'Agence spatiale européenne, fut détenu, durant la Seconde Guerre mondiale, dans le camp de prisonniers de guerre allemands situé à Mexia. 
Anna Nicole Smith, de son vrai nom Vickie Lynn Hogan, née le 28 novembre 1967 à Mexia et morte le 8 février 2007 à Hollywood en Floride, était une strip-teaseuse, une actrice et une chanteuse américaine.

## Source
- (en) Cet article est partiellement ou en totalité issu de l’article de Wikipédia en anglais intitulé « Mexia, Texas » (voir la liste des auteurs).